# Andrzej Juskowiak
Pour les articles homonymes, voir Juskowiak.
Andrzej Mieczysław Juskowiak est un footballeur polonais né le 3 novembre 1970 à Gostyń en Pologne qui évoluait au poste d'attaquant.

## Biographie
Véritable globe-trotter cet ancien attaquant a fait trembler les filets partout où il est passé. Certes pas assez pour atteindre la postérité mais il laissera un bon souvenir dans les clubs qu'il fréquenta. 
Il a évolué tout d'abord dans son pays natal, puis a écumé les championnats portugais, grec, allemand, et américain. Il fut international A polonais à 39 reprises et inscrivit 13 buts. Il a également remporté la médaille d'argent aux Jeux olympiques de 1992 avec la Pologne.